# Noyers-Saint-Martin
Noyers-Saint-Martin är en kommun i departementet Oise i regionen Hauts-de-France i norra Frankrike. Kommunen ligger i kantonen Froissy som tillhör arrondissementet Clermont. År 2022 hade Noyers-Saint-Martin 892 invånare.

## Befolkningsutveckling
Antalet invånare i kommunen Noyers-Saint-Martin
| Referens: INSEE |